# Anthony Denison
Anthony John Denison (født 20. september 1949 i Harlem, New York) er en amerikansk skuespiller.
Hans forældre var fra Sicilien og han er den ældste af tre brødre. Hans rigtige navn er Anthony John Sarrero, han tog sit navn "Denison" fra vennen Jan Denison. Han blev gift med Jennifer Evans i 1986 og de blev så skilt i 2005.
Han har haft nogle små roller i Boston Legal, Criminal Minds, The O.C., Cold Case, CSI: Crime Scene Investigation, Interne Affærer, Skadestuen, NYPD Blues, Heksene fra Warren Manor og Melrose Place.
Han er mest kendt i tv-serier, bl.a. Prison Break, hvor han spiller Michael Scofield, Lincoln Burrows' far, Aldo Burrows og Andy Flynn i The Closer.